# Saint-Girons-en-Béarn
Saint-Girons-en-Béarn är en kommun i departementet Pyrénées-Atlantiques i regionen Nouvelle-Aquitaine i sydvästra Frankrike. Kommunen ligger i kantonen Orthez som tillhör arrondissementet Pau. År 2022 hade Saint-Girons-en-Béarn 179 invånare.

## Befolkningsutveckling
Antalet invånare i kommunen Saint-Girons-en-Béarn
| Referens: INSEE |